# Episodi di Strange Angel (prima stagione)
La prima stagione della serie televisiva Strange Angel, composta da 10 episodi, è stata pubblicata su CBS All Access dal 14 giugno al 16 agosto 2018.
In Italia è inedita.
| n° | Titolo originale                 | Titolo italiano | Pubblicazione USA | Prima TV Italia |
| -- | -------------------------------- | --------------- | ----------------- | --------------- |
| 1  | Augurs of Spring                 |                 | 14 giugno 2018    |                 |
| 2  | Ritual of Abduction              |                 | 21 giugno 2018    |                 |
| 3  | Ritual of the Rival Tribes       |                 | 28 giugno 2018    |                 |
| 4  | The Sage                         |                 | 5 luglio 2018     |                 |
| 5  | Dance of the Earth               |                 | 12 luglio 2018    |                 |
| 6  | The Mystic Circle of Young Girls |                 | 19 luglio 2018    |                 |
| 7  | Glorification of the Chosen One  |                 | 26 luglio 2018    |                 |
| 8  | Evocation of the Elders          |                 | 2 agosto 2018     |                 |
| 9  | Sacrament of the Ancestors       |                 | 9 agosto 2018     |                 |
| 10 | The Sacrificial Dance            |                 | 16 agosto 2018    |                 |